# Planification familiale
Pour l’article homonyme, voir mouvement français pour le planning familial.
 Mise en garde médicale
La planification familiale, ou le planning familial, est l'ensemble des moyens qui concourent à la régulation des naissances, dans le but de permettre aux familles de choisir d'avoir un enfant.
Les centres de planification familiale sont les lieux qui mettent à disposition ces moyens et qui informent sur leur mise en œuvre.
Les prestations du planning familial peuvent varier selon les pays. Les centres de planification informent sur la contraception et l'interruption volontaire de grossesse (dans les pays où elle est autorisée), orientent vers les médecins et partenaires, pratiquent des tests de grossesse, réalisent des examens gynécologiques ainsi que la prise en charge des infections gynécologiques. La prescription d'une contraception (pilule, stérilet, implant, etc.) est possible grâce à la présence d'un médecin ou d'une sage-femme.

## Historique de l'appellation
L'appellation « planning familial » est la francisation partielle de l'anglais family planning. Cet emprunt semble avoir été introduit de manière officielle dans les années 1930 où le British National Birth Control Association (association britannique pour le contrôle des naissances) prit le nom de Family Planning Association, appellation à la connotation plus positive.
En 1953, à la conférence de Stockholm en Suède, est fondée l'International Planned Parenthood Federation (Fédération Internationale des Planning Familiaux).

## Planification familiale dans le monde

### En République populaire de Chine
Instaurée par la république populaire de Chine en 1979 pour réduire la croissance rapide de la population, la politique de l'enfant unique contraint les femmes à ne pas avoir plus d'un seul enfant, sous peine de sanctions financières et de non-reconnaissance de la part du gouvernement des enfants excédentaires. Les minorités ethniques, vivant principalement dans des régions rurales moins densément peuplées, bénéficient généralement d'une application plus souple de la politique de l'enfant unique.
Selon Amnesty International, lorsque le nombre d'enfants autorisés est dépassé, des sanctions sont applicables comme des  « lourdes amendes, des sanctions au travail, la perte d’avantages liés aux transports, aux crèches, à l’emploi, aux allocations de logement ou de santé, l’avortement forcé ou la stérilisation ».
Depuis l'instauration de la planification familiale sous contrôle étatique en 1979, la Chine estime que plus de 400 millions de naissances ont été évitées. Par ailleurs entre 1971 et 1980, 330 millions d'avortements ont été pratiqués.
Cependant, à la suite du vieillissement rapide de la population, la Chine assouplit progressivement la politique de l'enfant unique à partir du début des années 2000. Deux enfants sont ainsi autorisés pour les couples dont les deux membres sont enfants uniques,.
En novembre 2013, deux enfants sont autorisés quand au moins un des membres du couple est enfant unique. La règle, qui est entrée en vigueur dans plusieurs provinces au premier trimestre 2014, toucherait 10 millions de couples en plus alors même que près de 40 % de la population échappe déjà à la politique de l’enfant unique en raison de précédents assouplissements accordés aux minorités nationales (non concernées, en théorie, par la planification familiale) et aux couples dont les deux membres, étant chacun enfant unique, sont autorisés depuis le début des années 2000 à avoir un second enfant.
La politique de l'enfant unique en république populaire de Chine prend fin en 2015, en étant d’abord remplacée par une limitation à deux du nombre d'enfants par famille, puis à trois en mai 2021 « pour faire face à la forte baisse du taux de natalité et au vieillissement de la population dans le pays »,.

### En Espagne

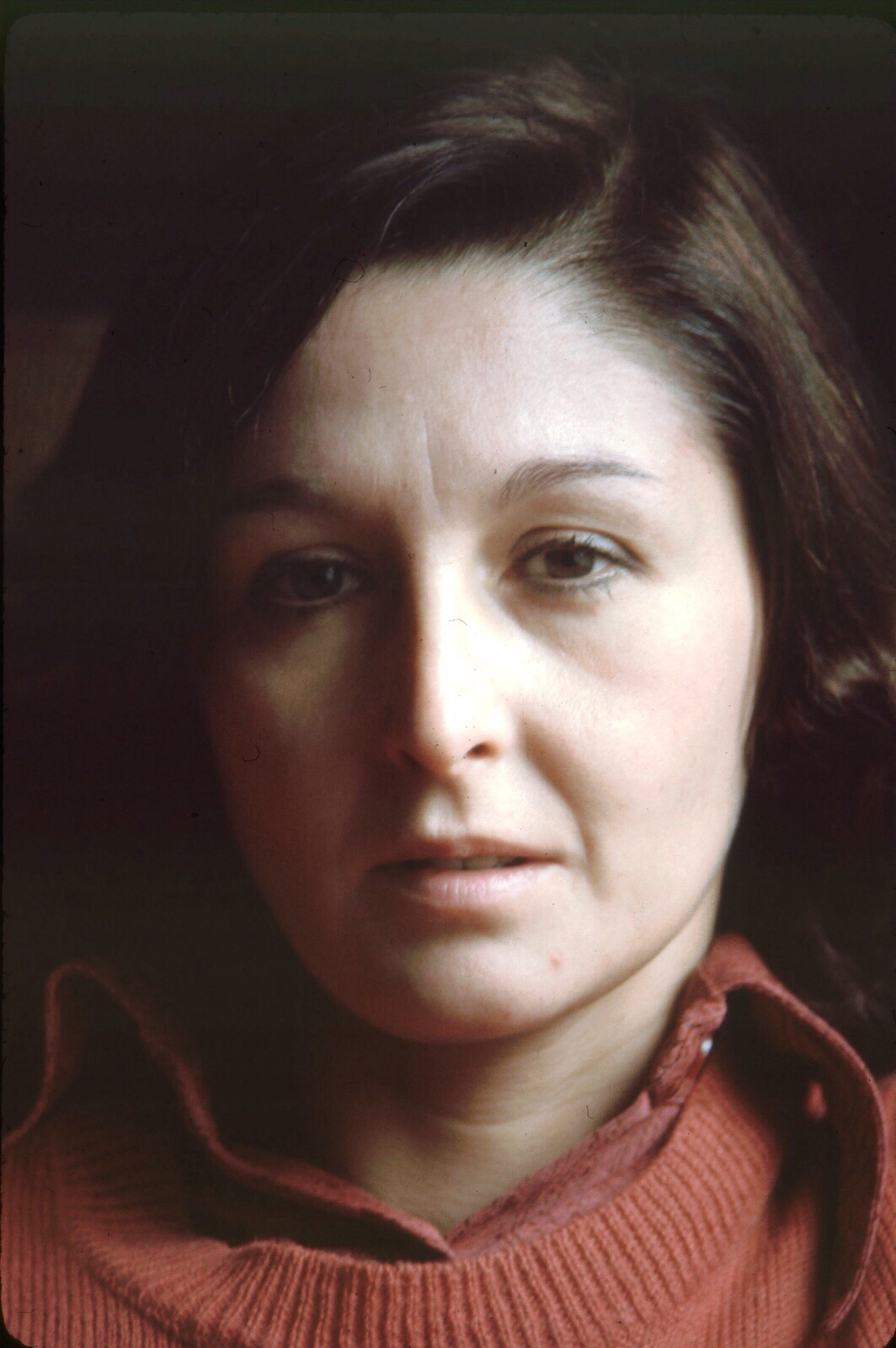
Elena Arnedo Soriano, gynécologue, initiatrice du planning familial en Espagne.

La République espagnole met en place le droit à l'avortement en Catalogne, grâce à la ministre Federica Montseny. Ces droits sont supprimés après la guerre d'Espagne, à l'arrivée au pouvoir des nationalistes en 1939.
Sous la transition démocratique, après la dictature franquiste, le planning familial se met en place dans tout le pays, sous l'impulsion notamment de la gynécologue Elena Arnedo Soriano (1941-2015), pionnière des droits des femmes en Europe dans les années 1970.
En 1978, la journaliste Margarita Rivière publie Anticonceptivos y control de natalidad, avec le gynécologue Santiago Dexeus, un manuel de contraceptifs dans l'Espagne post-franquiste, alors que l'article 416 du code pénal de l'époque interdisait encore toute publicité en faveur de la contraception.

### En France
La loi permet aux mineures un accès libre et gratuit à la contraception. Les centres de planification familiale agréés sont appelés « centres de planification et d'éducation familiale » (CPEF).
Il en existe un peu partout en France. Ils sont particulièrement pratiques pour les mineures qui peuvent y aller sans être accompagnées d'un adulte et sans payer. Le secret et l'anonymat sont respectés.
Tous les sujets peuvent y être abordés sans tabous : s'informer sur la sexualité, la contraception, l'IVG, les infections sexuellement transmissibles (IST), dont le Sida ; parler de toute forme de violence (conjugale, sexuelle…).
La loi du 23 janvier 1990 (dite « loi Calmat ») permet à ces centres de dépister les IST et de délivrer les traitements nécessaires gratuitement aux mineures et aux personnes qui n'ont pas d'assurance maladie.
La plupart des centres de planification en France font partie des services de solidarité des conseils départementaux.

#### Mouvement français pour le planning familial
Il s'agit d'une association à but non lucratif fondée en 1956 dont le premier objectif fut d'obtenir le droit à la contraception (interdite jusqu'en 1967).
Le MFPF est un interlocuteur privilégié des pouvoirs publics en matière de droit des femmes et de sexualité. Il est essentiellement financé par des subventions et c’est vers lui que les femmes ou jeunes filles mineures sont orientées par les services sociaux ou éducatifs. Certains centres de planification sont gérés par le MFPF.
En 2005, le MFPF signe l'appel pour un nouveau combat féministe, lancé par le mouvement Ni putes ni soumises.

### En Afrique
Dans la plupart des pays africains, l'indice synthétique de fécondité est très élevé, souvent en raison du manque d'accès à la contraception et à la planification familiale. Selon le Département des affaires économiques et sociales des Nations unies, l'Afrique a le taux le plus élevé de besoins non satisfaits en contraceptifs. Dans certains pays, la planification familiale se heurte à des obstacles socioculturels tels que la religion, les inégalités hommes-femmes ainsi que le milieu rural. En effet, de nombreuses traditions au sein des campagnes demeurent fortement ancrés notamment le prestige et l'utilité liés d'avoir une grande descendance. 

## Point de vue religieux

### Église catholique
Le catholicisme s'oppose à l'usage de toute contraception artificielle, mais permet à ses fidèles de réguler les naissances par les méthodes de planification familiale naturelle, qui respectent l'équilibre des cycles de la femme,.
Dans l'encyclique Humanae Vitae, l'Église catholique affirme « le lien indissoluble, que Dieu a voulu et que l'homme ne peut rompre de son initiative, entre les deux significations de l'acte conjugal : union et procréation », et exclut donc l'utilisation de moyens de contraception artificiels.
La même encyclique encourage le recours à la planification familiale naturelle dans le cadre d'une « paternité responsable » qui « s'exerce soit par la détermination réfléchie et généreuse de faire grandir une famille nombreuse, soit par la décision, prise pour de graves motifs et dans le respect de la loi morale, d'éviter temporairement ou même pour un temps indéterminé une nouvelle naissance ».
Ces réflexions ainsi que la doctrine de Jean-Paul II sur la sexualité sont détaillées par Yves Semen dans l'ouvrage La Sexualité selon Jean-Paul II.

#### Sur l'avortement
L'Église catholique considère que la vie humaine commence dès la conception. De ce fait, elle estime que l'avortement est un infanticide qui s'oppose donc au sixième commandement des Tables de la Loi. Ce point de vue est partagé par le Judaïsme et l'Islam qui, cependant, datent la création factuelle d'un être humain (L'apport d'une âme par Dieu) à partir du quarantième jour de gestation[réf. souhaitée].
Les mouvements anti-avortement soutiennent, comme argument principal, qu'un fœtus est un être vivant, et même autonome à partir d'une certaine date en deçà de la durée légale où l'avortement est permis. Car si certains fœtus pouvaient vivre de manière naturelle à moins de vingt-deux semaines de gestation, de ce point de vue, avorter reviendrait à un infanticide.
D'autres mouvements anti-avortement soutiennent que tout être vivant (en y incluant les fœtus) même non autonome sont à protéger (personnes dépentantes, âgées, handicapées...)[réf. souhaitée].

### Églises protestantes et évangéliques
Dans le protestantisme et le christianisme évangélique, la majorité des dénominations autorisent le planning familial (la contraception) depuis 1930 aux États-Unis. Des organisations internationales de santé soutiennent des programmes de planning familial. Certaines églises principalement fondamentalistes adhérant aux croyances du mouvement quiverfull interdisent la contraception.